# Chaitophorus stevensis
Chaitophorus stevensis är en insektsart som beskrevs av Sanborn 1904. Chaitophorus stevensis ingår i släktet Chaitophorus och familjen långrörsbladlöss. Inga underarter finns listade i Catalogue of Life.